# 9 brumaire
9 vendémiaire 9 frimaire
Le nonidi 9 brumaire, officiellement dénommé jour de l'alisier, est le 39e jour de l'année du calendrier républicain.
C'était généralement le 30e jour du mois d'octobre dans le calendrier grégorien.